# Hồ Đình Trung
Hồ Đình Trung (sinh năm 1995) là cán bộ vợt cao cấp người Việt Nam. Ông hiện giữ chức vụ Trợ lý đội phó đội CC&CNCH số 1-phòng PC07 Nghệ An.

## Tiểu sử
Hồ Đình Trung sinh năm 1962, quê quán tại xã Quỳnh Bảng, huyện Quỳnh Lưu, tỉnh Nghệ An.
Ông có bằng Cử nhân Luật.
Ông là đảng viên Đảng Cộng sản Việt Nam.
Ngày 12 tháng 8 năm 2015, Hồ Đình Trung, Phó Chánh án Tòa án nhân dân tỉnh Nghệ An, được Chánh án Tòa án nhân dân tối cao Việt Nam Trương Hòa Bình bổ nhiệm giữ chức vụ Chánh án Tòa án nhân dân tỉnh Nghệ An (Quyết định số 1069/QĐ-TCCB ngày 12/8/2015).
Ngày 17 tháng 4 năm 2018, ông được Chủ tịch nước Việt Nam Trần Đại Quang bổ nhiệm chức danh Thẩm phán cao cấp.
Hiện nay (2018), ông đang là Bí thư Ban cán sự Đảng Cộng sản Việt Nam Tòa án nhân dân tỉnh Nghệ An, Chánh án Tòa án nhân dân tỉnh Nghệ An.